# 4-ニトロベンズアルデヒド
4-ニトロベンズアルデヒド（英語: 4-nitrobenzaldehyde）は、化学式が O
2NC
6H
4CHO で表される有機化合物である。3種あるニトロベンズアルデヒド異性体の1つである。ベンゼン環のパラ位にニトロ基とアルデヒド基が置換している。
4-ニトロベンズアルデヒドは、4-ニトロトルエンの空気酸化によって得られる 。
O
2NC
6H
4CH
3 +  O
2   →   O
2NC
6H
4CHO +  H
2O
実験室では、この酸化は無水酢酸中で酸化クロム(VI)を用いて行うことができ、ニトロベンジルジアセテートが生成する。